# Liste der Monuments historiques in Juillenay
Die Liste der Monuments historiques in Juillenay führt die Monuments historiques in der französischen Gemeinde Juillenay auf.

## Liste der Immobilien
| Bezeichnung     | Beschreibung           | Standort          | Kennzeichnung | Schutzstatus | Datum | Bild |
| --------------- | ---------------------- | ----------------- | ------------- | ------------ | ----- | ---- |
| Monumentalkreuz | Stein, 15. Jahrhundert | Rue d’Avau (Lage) | PA00112498    | Inscrit      | 1929  |      |